# Regnerus van Mansveld

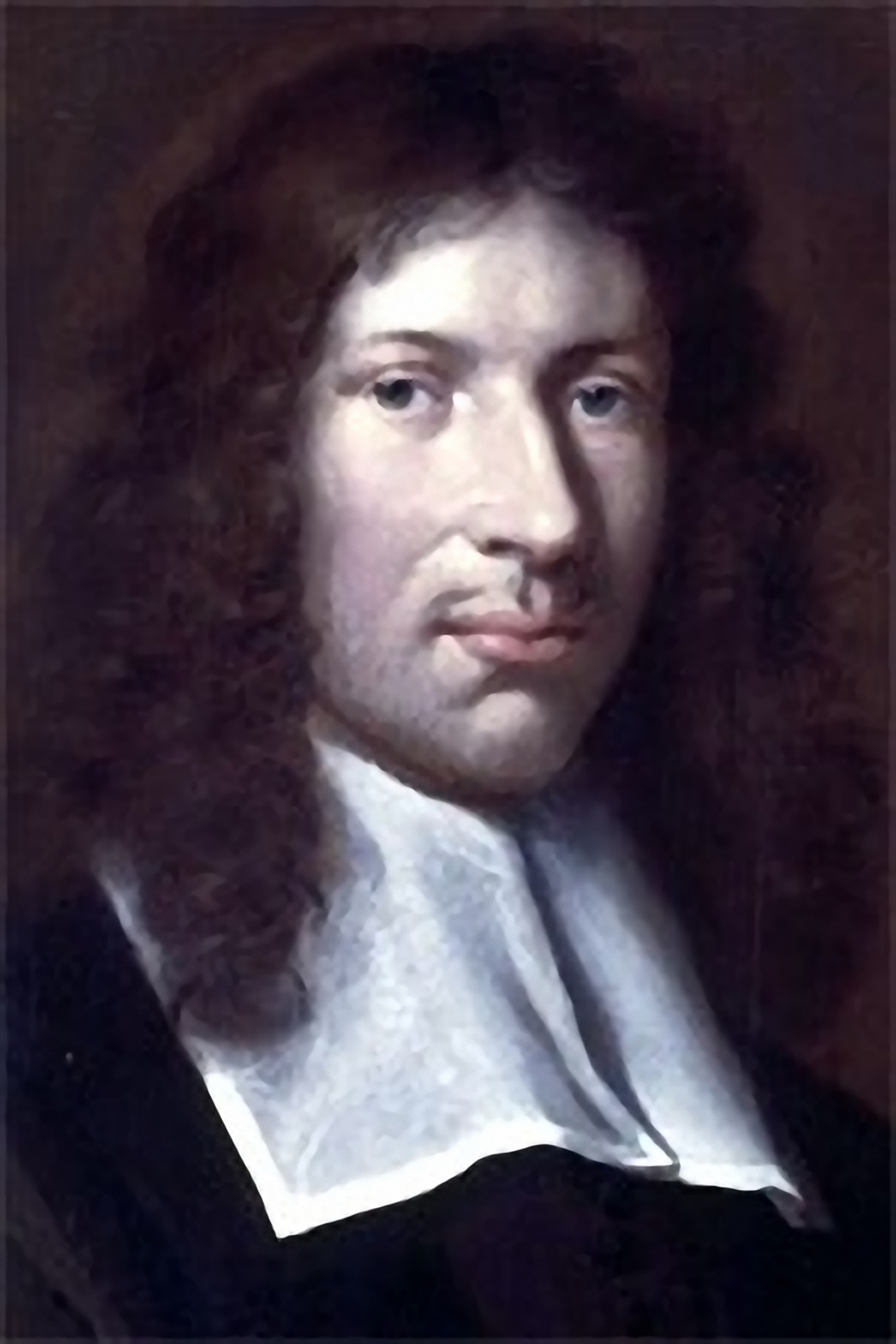
Regnerus von Mansveld

Regnerus van Mansveld (auch: von Mansveldius, Mansvelt, Pseudonym: Petrus ab Andlo; * 21. Oktober 1639 in Utrecht; † 29. Mai 1671 ebenda) war ein niederländischer Philosoph.

## Leben
Der Sohn des Ratsherrn Antonius Mansveldius und der Elisabeth Heydendal entstammte einem Patriziergeschlecht, das in Utrecht ständig im Rat gesessen hatte und über viel Einfluss verfügte. Er hatte anfänglich die Lateinschule in Utrecht besucht. Seine Studien hatte er ab Februar 1655 an der Universität Utrecht und 1657 an der Universität Leiden absolviert. Nachdem er 1658 wieder nach Utrecht zurückgekehrt war, erwarb er am 7. September desselben Jahres den Grad eines Magisters der philosophischen Wissenschaften. Danach sollte er Gesandtschaftspfarrer an der Botschaft in Spanien werden.
Vor seiner Abreise wurde er jedoch am 7. November 1660 als Nachfolger von Daniel Voet (1629–1660) zum Professor Logik und Metaphysik an der Universität Utrecht berufen. Dieses Amt trat er am 27. November desselben Jahres mit der Rede De philosophia et philosophiae studioso an. In seiner Eigenschaft als Utrechter Hochschullehrer beteiligte er sich auch an den organisatorischen Aufgaben der Akademie und war 1665/66 Rektor der Alma Mater. Am 5. Dezember 1667 übernahm er zudem die Professur der Ethik in Utrecht.
Mansveld war ein Vertreter der cartesianischen Philosophie des René Descartes, der unter dem Pseudonym Petrus ab Andlo gegen Samuel Maresius (1599–1673) ein Specimen confutationis dissertationis de abusu philosophiae Cartesianae verfasste. Daraufhin antwortete dieser mit der Schrift Vindicia en Vindiciarum vindiciae, so dass Mansveld abermals unter Pseudonym Animadversiones in vindicias und ein Specimen Bombomachiae Maresii folgen ließ.
Ständige Überlastungen durch seine Hochschullehrertätigkeit bewirkten seinen Tod. Johann Georg Graevius hielt die Leichenrede. Posthum brachte Baruch de Spinoza seinen Discursus Theologico-politicum (Amsterdam 1674) heraus.

## Werke
- De ratiocinatione legitima. 1668, Leipzig 1699, Herborn 1711.
- Rectae Ratiocinationis Elementa Leipzig 1699 urn:nbn:de:bvb:355-ubr06619-3.
- Lucubrationes in detestabilem Benedicti Spinosae librum, qui inscribitur Discursus Theologico-Politicum. Amsterdam 1674.

## Weblink
- Catalogus Professorum Academiae Rheno-Traiectinae